# Kroppen
Ne doit pas être confondu avec Kröppen, commune allemande du Land de Rhénanie-Palatinat.
Vous pouvez aider à l'améliorer ou bien discuter des problèmes sur sa page de discussion.
- Il ne cite pas suffisamment ses sources. Vous pouvez indiquer les passages à sourcer avec {{référence nécessaire}} ou {{Référence souhaitée}}, et inclure les références utiles en les liant aux notes de bas de page. (Marqué depuis avril 2024)
- Certaines informations devraient être mieux reliées aux sources mentionnées dans la bibliographie ou les liens externes. Améliorez sa vérifiabilité en les associant par des références. (Marqué depuis avril 2024)
- Il ne s’appuie pas, ou pas assez, sur des sources secondaires ou tertiaires. (Marqué depuis avril 2024)

- Archive Wikiwix
- Bing
- Cairn
- DuckDuckGo
- E. Universalis
- Gallica
- Google
- G. Books
- G. News
- G. Scholar
- Persée
- Qwant
- (zh) Baidu
- (ru) Yandex
- (wd) trouver des œuvres sur Wikidata

Kroppen est une commune allemande de l'arrondissement de Haute-Forêt-de-Spree-Lusace, Land de Brandebourg.

## Géographie
Kroppen se situe dans la Haute-Lusace. Heinersdorf, l'un des rares endroits situés au sud de l'arrondissement de Haute-Forêt-de-Spree-Lusace, n'est pas dans la Lusace, mais dans le Schraden.
Le Pulsnitz traverse la commune et forme la frontière entre les deux localités et la frontière du Schraden.
| Frauendorf | Ruhland   |                       |
| Ortrand    | Kroppen   | Hermsdorf             |
|            | Schönfeld | Thiendorf Königsbrück |

La Bundesautobahn 13 et la ligne de Großenhain à Cottbus passent au nord de la commune.

## Histoire
Kroppen est mentionné pour la première fois en 1329.
Haubold von Miltitz fait construire un château à quatre ailes en 1679. En 1948, En 1948, l'administrateur du district de Hoyerswerda fait démolir le château de Kroppen.
En 1938, Heinersdorf fusionne ave le village de l'autre côté de Pulsnitz.

## Personnalités liées à la commune
- Carl Richtsteig (1800-1879), maire de Görlitz.
- Paul Klatt (1896-1973), général allemand né à Kroppen
- Günter Hommel (1925-2009), officier de police est-allemand.